# Dover, Delaware
Dover este sediul comitatului Kent, capitala și totodată cel de-al doilea oraș al ca mărime a populației a statului Delaware al Statelor Unite ale Americii.